# Мирошкиничи
Мирошкиничи — новгородский боярский род, представители которого были посадниками в Великом Новгороде в конце XII — начале XIII века. Они соперничали с группировкой Михалковичей. Представляли боярскую политическую группировку Людиного конца с антикняжеским уклоном.
Начало рода положил бирич Незда, убитый на вече в 1167 году. За время правления Мирошки Несдинича новгородским посадником укрепляется республиканская государственность и создаётся институт тысяцких. Его брат Внезд восстановил церковь Образа Нерукотворного на Добрыне улице. Мирошка представлял интересы всего боярства, но его сын Дмитр Мирошкинич во время посадничества выражал интересы рода Мирошкиничей. За время новгородского посадничества род разбогател.
После восстания на вече против Мирошкиничей в 1207 году род был выгнан из города. Их усадьбы были разорены, сожжены и переведены в состав сотенного землевладения. В результате изгнания семейства Мирошкиничей из Новгорода прекратило своё существование группировка Людиного конца, она влилась в группировку Прусской улицы. Два посадника из рода Мирошкиничей — Мирошка Несдинич и его сын Дмитр были похоронены в монастыре св. Юрия.
Усадьбы, включённые в массив патронального клана боярского семейства Мирошкиничей, найдены археологами на Троицком раскопе.

## Представители рода
1. Незда — новгородский бирич.
  1. Мирошка Несдинич — новгородский посадник в 1189—1204 годах.
    1. Дмитр Мирошкинич — новгородский посадник в 1205—1207 годах.
    2. Борис Мирошкинич — новгородский боярин.

  2. Внезд Несдинич — новгородский боярин. Построил деревянную церковь Образа Нерукотворного в 1191 году в Людином конце Новгорода. В этой церкви впоследствии была обнаружена икона Спаса Нерукотворного.